# ليفراغا
ليفراغا (بالإيطالية: Livraga)‏ هي بلدية تنتمي لمقاطعة لودي في منطقة لومباردي الإيطالية، وتقع على بعد حوالي 45 كيلومتر (28 ميل) جنوب شرق ميلانو وحوالي 14 كيلومتر (9 ميل) جنوب شرق لودي. اعتبارًا من 31 ديسمبر 2004، بلغ عدد سكانها 2589 نسمة ومساحتها 12.2 كيلومتر مربع (4.7 ميل2).
تقع ليفراغا على حدود بلديات: بريمبيو و بورغيتو لوديجيانو وسان كولومبانو أل لامبرو وأوسبيداليتو لوديجيانو وأوريو ليتا.

## وصلات خارجية
- الموقع الرسمي